# Трново (Кладањ)
Трново је насељено мјесто у општини Кладањ, Босна и Херцеговина.

## Историја
Трново је до рата у цјелини било у саставу општине Шековићи.

## Становништво
|             | 2013.      | 1991.        | 1981.        | 1971.        | 1961.        |
| Укупно      | 0 (0,000%) | 390 (100,0%) | 479 (100,0%) | 535 (100,0%) | 462 (100,0%) |
| Срби        | –          | 387 (99,23%) | 478 (99,79%) | 535 (100,0%) | 461 (99,78%) |
| Остали      | –          | 2 (0,513%)   | 1 (0,209%)   | –            | –            |
| Југословени | –          | 1 (0,256%)   | –            | –            | –            |
| Македонци   | –          | –            | –            | –            | 1 (0,216%)   |